# Friedrich Pudor

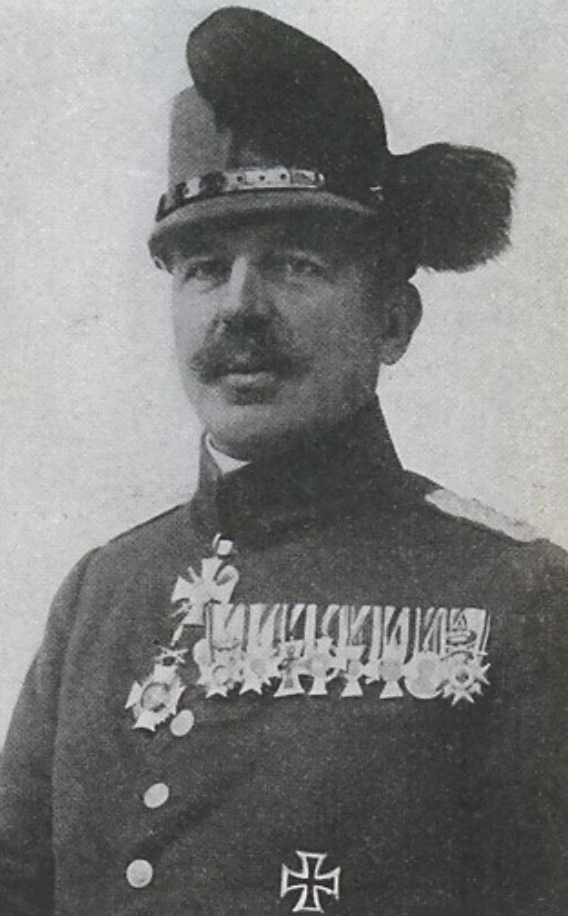
Friedrich Pudor (1914)

Friedrich Julius Pudor (* 23. März 1863 in Dresden; † 22. Dezember 1934 in Meran) war ein sächsischer Generalmajor.

## Leben
Friedrich Pudor wurde als Sohn des gleichnamigen Friedrich Pudor, dem Leiter des Königlichen Konservatoriums in Dresden, geboren. Er hatte zahlreiche Geschwister, nämlich den Pionier der Freikörperkultur Heinrich Pudor, den Kaufmann Ottomar Max, den Politiker Richard Pudor und den Rechtsanwalt Wilhelm.

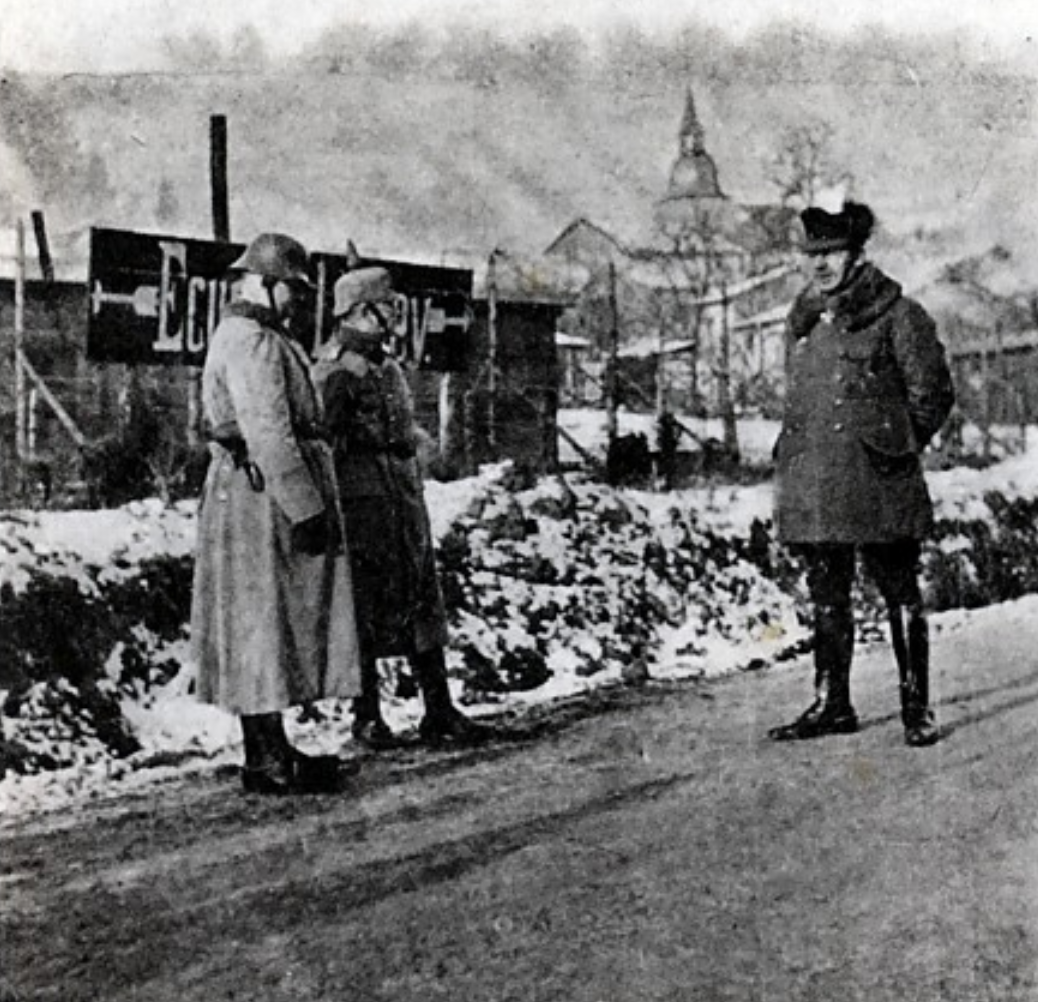
Otto Löffler, Friedrich Pudor und Adolf von Zeschau an der Ostfront

Er trat 1883 als Soldat in die sächsische Armee ein, wo er 1884 zum Fähnrich und 1885 zum Leutnant avancierte. 1892 wurde er zum Oberleutnant befördert. Er wurde am 17. April 1898 zum Hauptmann befördert und diente im 8. Infanterie-Regiment „Prinz Johann Georg“ Nr. 107. 1901 diente er als Platzmajor im Garnisonen- und Artilleriedepot in Leipzig. Er diente ab 1903 im 11. Königlich Sächsischen Infanterie-Regiment Nr. 139 unter Oberst von Hennig. Nach Beförderung zum Major am 21. Mai 1907 diente er beim Stabe des 10. Königlich Sächsischen Infanterie-Regiment Nr. 134. 1911 wurde er Bataillonskommandeur des II. Bataillons im Regiment und wurde in dieser Eigenschaft am 22. Mai 1913 zum Oberstleutnant befördert.
Nach Ausbruch des Ersten Weltkrieges kommandierte Pudor das Reserve-Infanterie-Regiment 242 und führte dieses bei der Ersten Flandernschlacht. Er wurde dafür mit dem Ritterkreuz des Militär-St.-Heinrichs-Ordens ausgezeichnet. Nachfolgend gab er das Regiment an den reaktivierten z.D.-Offizier Oberst Wilhelm Lüddecke ab. Er kommandierte als Oberst bei der Schlacht bei Verdun die 192. Infanterie-Brigade und wurde dafür am 6. Oktober 1917 mit dem Kommandeurkreuz II. Klasse des Militär-St.-Heinrichs-Ordens ausgezeichnet. Er schied 1919 als Generalmajor aus der Armee aus.